# Ольшанка (приток Днепра)
Ольша́нка (укр. Вільшанка) — река на Украине, в пределах Звенигородского и Черкасского районов Черкасской области. Правый приток Днепра.
Река Ольшанка упоминается в летописи ещё в XII веке.

## Описание

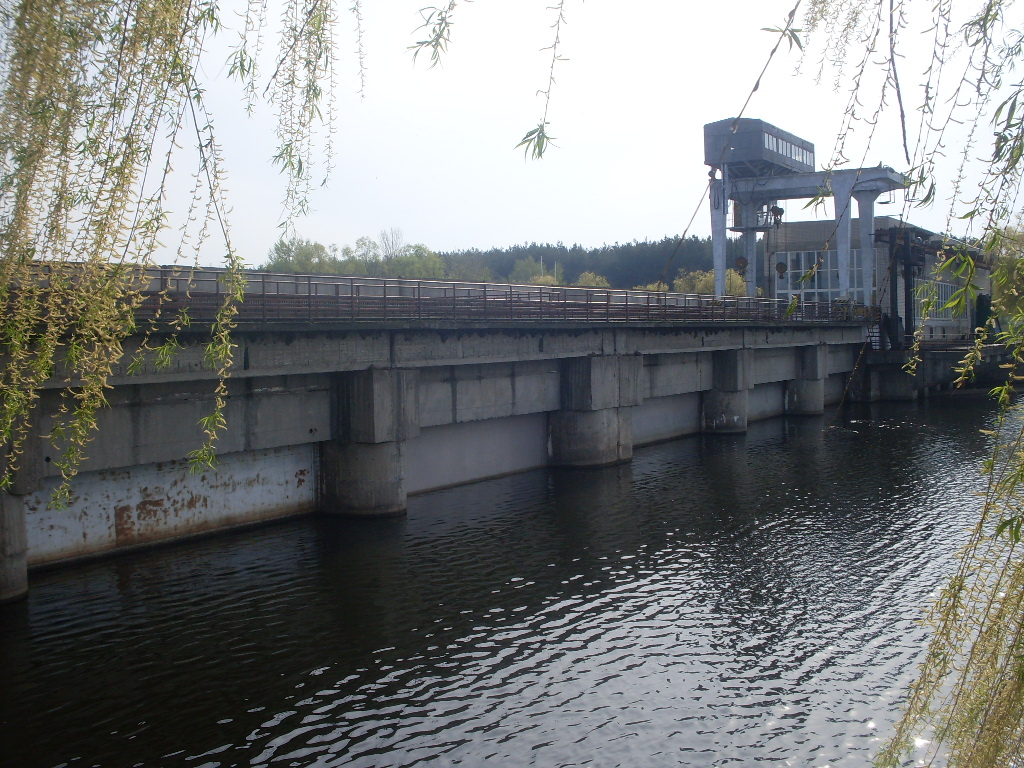
Плотина и насосная станция в устье реки

Длина 100 км. Площадь водосборного бассейна 1260 км². Уклон реки 0,9 м/км. Долина трапециевидная. Пойма в нижнем течении заболоченная. Русло извилистое, шириной 20-25 м. Питание смешанное. Замерзает в конце ноября, вскрывается в марте. Используется для водоснабжения, орошения.
В связи с созданием Кременчугского водохранилища гидрологический режим Ольшанки был нарушен. В настоящее время уровень Кременчугского водохранилища выше уровня Ольшанки в районе устья. Поэтому для нормального водотока создана плотина и насосная станция.

## Расположение
Ольшанка берёт начало вблизи села Пединовка. Сначала течет на юго-восток, в среднем течении круто поворачивает на север, от города Городище течёт на северо-восток. Впадает в Днепр недалеко от села Лозовок. Впадает в реку Днепр на 732-км от её устья.
Притоки (от истока к устью): 
1. Безымянная л
2. Безымянная л
3. Безымянная пр
4. Топильня пр
5. Свинарка л
6. Грузская л
7. Фосса (Канал Дижёва) л
8. Ирдынька (Ирдынь) пр